# Carlos Eugenio Restrepo

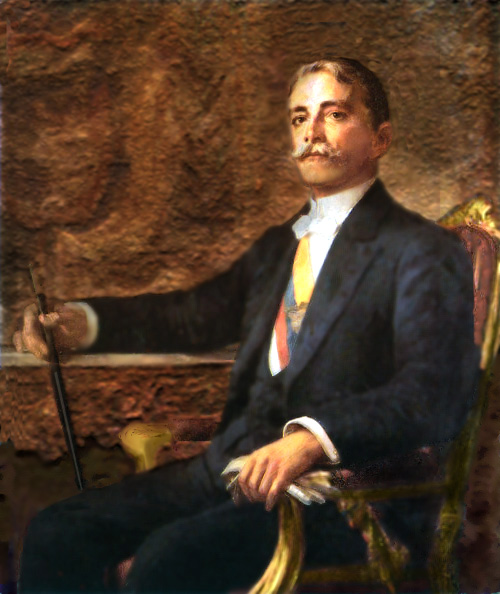

Carlos Eugenio Restrepo Restrepo (ur. 12 września 1867, zm. 6 lipca 1937) – kolumbijski adwokat, pisarz, dziennikarz, wojskowy i polityk, prezydent Kolumbii od 7 sierpnia 1910 do 7 sierpnia 1914 z ramienia Kolumbijskiej Partii Konserwatywnej, minister spraw wewnętrznych od 1930 do 1934 oraz ambasador przy Stolicy Apostolskiej od 1934 do 1937.